# 伏娜
伏娜（1997年6月8日—）是中國女子田徑運動員，曾獲得全國青年運動會4×400公尺接力銀牌。2017年，伏娜在亞洲田徑大獎賽金華站摘得400公尺銅牌，並且在同年以53.25秒榮獲全國運動會400公尺第四名。

## 外部連結
- 伏娜在的頁面
- 2017亚洲田径大奖赛女子400米决赛，中国小将伏娜遗憾第三